# Narai-gawa
La rivière Narai (奈良井川, Narai-gawa) est un cours d'eau du Japon situé dans la préfecture de Nagano au Japon. Elle appartient au bassin versant du fleuve Shinano.

## Géographie
La rivière Narai, longue de 51,1 km, prend sa source sur le versant nord du mont Chausu (2 653 m) dans le Sud de Shiojiri, sur l'île de Honshū, au Japon,. Son cours traverse Shiojiri, du sud au nord-ouest, puis la partie est de Matsumoto et rejoint la rivière Azusa près de la limite sud-est d'Azumino. Au-delà de son point de confluence avec la rivière Azusa, le cours d'eau devient la rivière Sai, le plus important affluent du fleuve Shinano,.
Le bassin versant de la rivière Narai s'étend sur 648,5 km2 dans le Centre-Ouest de la préfecture de Nagano.